# المعرضية (النادرة)

تعديل مصدري - تعديل

المعرضية محلة تابعة لقرية النوبة، التابعة لعزلة المفتاح الاعلى بمديرية النادرة إحدى مديريات محافظة إب في الجمهورية اليمنية، بلغ تعداد سكانها 48 حسب تعداد اليمن لعام 2004.